# Люди не всё знают
«Люди не всё знают» — советский фильм 1963 года режиссёра Николая Макаренко, прямое продолжение фильмов «Кровь людская — не водица» и «Дмитро Горицвит». Завершающая картина кинотрилогии режиссёра по мотивам романов М. Стельмаха «Кровь людская — не водица» и «Большая родня». 
Один из лидеров кинопроката СССР; фильм посмотрели около 21 100 000 зрителей.

## Сюжет
Действие происходит в годы Великой Отечественной войны на территории Украины. Против фашистов и бывшего петлюровца Бараболея, вернувшегося на Украину, сражаются командир партизанского отряда и народный мститель Дмитро Горицвит и его односельчане — любимая Марта, бесстрашная Гануся, а также командиры Красной Армии Савва Тур и Михаил Созинов, из-за ранений оставшиеся в тылу врага.

## В ролях
- Анатолий Соловьёв — Дмитро Горицвит
- Анатолий Чернышёв — Савва Тур
- Юрий Малышко — Михаил Созинов
- Юрий Перов — Пантелей
- Светлана Данильченко — Гануся
- Генрих Осташевский — Нечуйвитер
- Пётр Вескляров — Фесюк
- Василий Дашенко — Иван Бондарь
- Майя Коханова — Марта
- Михаил Заднепровский — Карпо
- Аркадий Гашинский — Сафрон Иванович Варчук
- Владимир Дальский — Денис Иванович Бараболя
- Виталий Смоляк — полковник
- Валентинс Скулме — штурмбаннфюрер СС
- Полина Куманченко — Мария
- Алексей Срибный — Поликарп Сергиенко
- Григорий Тесля — Марко Синица, пасечник
- Маргарита Бутакова — Соломия, дочь пасечника
- Марта Стельмах — дочь Дмитра
- Елена Бабышкина — дочь Марты
- Ольга Тальнишних — Югина
- Ярослав Стельмах — сын Дмитра
- Сергей Смеян — переводчик
- Виктор Халатов — староста
- Наталия Гебдовская — Докия
- Анатолий Скибенко — эпизод
- Виктор Цимбалист — эпизод
- Олев Тинн — эпизод